# Starosta
Starost(a) é um título para uma posição oficial ou não oficial de liderança que foi usado em diversos contextos ao longo da história eslava. Pode ser traduzido como 'ancião'.
1. No início da Idade Média o starosta era o chefe de uma comunidade eslava; na Rússia a palavra foi utilizada até o início do século XX para designar o líder eleito da obshchina.
2. A partir do século XIV através do período da República das Duas Nações até as partições da Polônia em 1795, o starosta era um oficial real. Havia diversos tipos de starosta:
  - starosta generalny era o cargo da administração de uma prowincja: ou o representante do Rei ou do Grão-duque ou uma pessoa diretamente na função.
  - starosta grodowy ao nível de condado (powiat) era um cargo responsável por fiscalizar os impostos, a polícia e os tribunais e ele era responsável pela execução das sentenças judiciais.
  - starosta niegrodowy era o zelava pelas terras da Coroa
3. Na Galícia e Bukovina sob o governo da Áustria, um starosta supervisionava a administração do condado.
4. Na Polônia entre 1918 e 1939 e 1944-1950 o starosta era o chefe da administração do powiat, subordinado ao voivoda
5. Na Polônia desde 1 de janeiro de 1999 o starosta tem sido o chefe do executivo (zarząd powiatu) e o chefe da administração (starostwo powiatowe) do powiat, sendo eleito pelo conselho do powiat (rada powiatu).
6. O starosta é o mestre de cerimônias na tradicional Cárpato-Rusin e nos casamentos poloneses.
7. O starosta era o chefe de diversas comunidades: starosta da igreja, artel starosta, etc.
8. Na República Tcheca e Eslováquia, starosta é o título do prefeito de uma cidade ou vila (prefeitos das maiores cidades usam o título de primátor).
9. Na Lituânia desde 1991, starosta é o título do chefe de uma província.